# Eduard Schmeisser
Eduard Schmeisser – niemiecki strzelec, mistrz świata.
Był związany z Lipskiem. Wielokrotnie startował w krajowych zawodach federalnych w pistolecie. Pojawił się na pierwszym takim turnieju, który rozegrano w 1901 roku w Weißenfels – zajął wówczas 3. miejsce w tarczy mistrzowskiej. Rok później w Chemnitz poprawił poprzedni wynik, kończąc zawody na 2. pozycji, ponadto zdobywając 3. lokatę w strzelaniu z pistoletu w 30 seriach. W ostatniej z tych kategorii uplasował się na 2. miejscu w Jenie w 1903 roku, powtarzając to osiągnięcie w 1904 roku w Naumburgu (ponadto jego udziale przypadła 3. lokata w tarczy mistrzowskiej). W 1907 roku w Zeltz zwyciężył w tarczy punktowej.
Podczas swojej kariery Eduard Schmeisser czterokrotnie zdobył medale na mistrzostwach świata. Jedyne indywidualne podium osiągnął na turnieju w 1909 roku, podczas którego został wicemistrzem świata w pistolecie dowolnym z 50 m – lepszy wynik osiągnął wyłącznie Paul Van Asbroeck. Pozostałe trzy medale wywalczył w drużynowym strzelaniu z pistoletu dowolnego, zostając m.in. mistrzem świata w 1909 roku (skład zespołu: Gerhard Bock, Richard Fischer, Eduard Ehricht, Eduard Schmeisser, Joachim Vogel). 

## Medale mistrzostw świata
Opracowano na podstawie materiałów źródłowych:
| Mistrzostwa     | Konkurencja                       | Wynik                             | Miejsce |
| --------------- | --------------------------------- | --------------------------------- | ------- |
| Hamburg 1909    | Pistolet dowolny, 50 m            | 512 pkt.                          |         |
| Hamburg 1909    | Pistolet dowolny, 50 m, drużynowo | 2509 pkt. (druż.) 512 pkt. (ind.) |         |
| Loosduinen 1910 | Pistolet dowolny, 50 m, drużynowo | 2428 pkt. (druż.)                 |         |
| Rzym 1911       | Pistolet dowolny, 50 m, drużynowo | 2456 pkt. (druż.)                 |         |